# Йохан Адолф II фон Шварценберг
Йохан Адолф II Йозеф Фридрих Карл фон Шварценберг (на немски: Johann Adolph II Joseph Friedrich Karl 7.Fürst zu Schwarzenberg; * 22 май 1799, Виена; † 15 септември 1888, Фрауенберг (Хлубока над Влтавоу), Бохемия) е 7. княз на Шварценберг, херцог на Крумау и австрийски дипломат.

## Живот
Той е големият син на 6. княз Йозеф II фон Шварценберг (1769 – 1833) и съпругата му принцеса и херцогиня Паулина Каролина д'Аренберг (1774 – 1810), дъщеря на княз и херцог Лудвиг Енгелберт фон Аренберг (1750 – 1820). Брат е на Феликс Лудвиг Йохан (1800 – 1852), министер-президент на Австрия, и на Фридрих Йохан Йозеф (1809 – 1885), архиепископ на Залцбург (1835 – 1850), княжески архиепископ на Прага (1849 – 1885), кардинал (1877 – 1885).
Йохан Адолф II е през 1825 г. извънреден посланик в Париж, 1835 г. в Берлин и 1837 г. в Лондон. През 1855 г. участва в основаването на кредитна банка и до 1860 г. е неин президент. Той е смятан за водещ експерт по земеделие в Европа, член на множество лесничейски предприятия и помага на търговията, науките и изкуството.
Йохан Адолф II става през 1836 г. рицар на австрийския орден на Златното руно. Умира на 89 години на 15 септември 1888 г. във Фрауенберг (Хлубока над Влтавоу), Бохемия.

## Фамилия
Йохан Адолф II се жени на 23 май 1830 г. във Виена за принцеса Елеонора фон Лихтенщайн (* 26 декември 1812, Виена; † 27 юли 1873, Витингау), дъщеря на фелдмаршал-лейтенант княз Мориц фон Лихтенщайн (1775 – 1819) и принцеса Мария Леополдина Естерхази де Галанта (1788 – 1846). Те имат три деца:
- Адолф Йозеф фон Шварценберг (* 18 март 1832, Виена; † 5 октомври 1914, Либежиц), 8. княз на Шварценберг, херцог на Крумау, 1889 г. рицар на орден на Златното руно, женен на 4 юни 1857 г. във Виена за принцеса Ида Хуберта Мария фон Лихтенщайн (* 17 септември 1839, Айзгруб; † 4 август 1921, Либежиц); имат 9 деца
- Мария Леополдина фон Шварценберг (* 2 ноември 1833, Виена; † 8 февруари 1909, Прага), омъжена на 23 юни 1851 г. във Виена за граф Ернст фон Валдщайн-Вартенберг (* 10 октомври 1821, Прага; † 1 август 1904, Прага)
- Кайус Йозеф Валтер Сотер Проспер фон Шварценберг (* 23 април 1839; † 19 април 1841, при произшествие във Виена)